# Zāvīyeh-e Sheykh Lar
Zāvīyeh-e Sheykh Lar (persiska: زاویّه شیخ لر) är en ort i Iran.   Den ligger i provinsen Västazarbaijan, i den nordvästra delen av landet, 600 km väster om huvudstaden Teheran. Zāvīyeh-e Sheykh Lar ligger 1 518 meter över havet och antalet invånare är 569.
Terrängen runt Zāvīyeh-e Sheykh Lar är lite bergig, och sluttar österut. Runt Zāvīyeh-e Sheykh Lar är det ganska tätbefolkat, med 78 invånare per kvadratkilometer. Närmaste större samhälle är Şadaqīān, 19,3 km söder om Zāvīyeh-e Sheykh Lar. Trakten runt Zāvīyeh-e Sheykh Lar består i huvudsak av gräsmarker.